# غوان جبلي
غوان جبلي (الاسم العلمي:Oreophasis) هو جنس من الطيور يتبع فصيلة القرازية من رتبة الدجاجيات.

## أنواع الغوان الجبلي
يضم هذا الجنس نوع وحيد هو:
- غوان مقرن (الاسم العلمي:Oreophasis derbianus)